# .ec
.ec este un domeniu de internet de nivel superior, pentru Ecuador (ccTLD).